# Potycz
Potycz (prononciation : [ˈpɔtɨt͡ʂ]) est un village polonais de la gmina de Góra Kalwaria dans le powiat de Piaseczno de la voïvodie de Mazovie dans le Centre-Est de la Pologne.
Il se situe à environ 8 kilomètres au sud de Góra Kalwaria (siège de la gmina), 23 kilomètres au sud-est de Piaseczno (siège du powiat) et à 38 kilomètres au sud-est de Varsovie (capitale de la Pologne).
Le village compte approximativement une population de 270 habitants en 2006.

## Histoire
De 1975 à 1998, le village appartenait administrativement à la voïvodie de Varsovie.